# Ancistrus bolivianus
Ancistrus bolivianus és una espècie de peix de la família dels loricàrids i de l'ordre dels siluriformes que habita a la conca del riu Madre de Dios (Amèrica del Sud). Els mascles poden assolir els 8,8cm de longitud total.